# Damernas turnering i volleyboll vid sydostasiatiska spelen 2021
Damernas turnering i volleyboll vid Sydostasiatiska spelen 2021 spelades 13 till 22 maj 2022 i Quang Ninh, Vietnam. Det var den 22:e upplagan av turneringen och 5 sydostasiatiska landslag deltog. Thailand vann turneringen för 15:e gången genom att besegra Vietnam i finalen.

## Arenor
|                                                           |  |  |
|                                                           |  |  |
| Dai Yen Arena Stad: Quảng Ninh Kapacitet: 5 000 Öppnad: - |  |  |

## Regelverk

### Format
Tävlingen spelades i två faser: gruppspel följt av platsspel. I gruppspelsfasen delades spelade alla lagen i en grupp där alla mötte alla andra lag en gång. De två första lagen gick till final, medan lag tre och fyra spelade match om tredjepris. Platsmöten spelades genom en direkt avgörande match.

### Metod för att bestämma tabellplacering
Om slutresultatet blev 3-0 eller 3-1 tilldelades 3 poäng till det vinnande laget och 0 till det förlorande laget, om slutresultatet blev 3-2 tilldelades 2 poäng till det vinnande laget och 1 till det förlorande laget.
Lagens position i respektive grupp bestämdes utifrån (i tur och ordning):
- Poäng;
- Kvot vunna/förlorade set
- Kvot vunna/förlorade bollpoäng

## Deltagande lag
| Lag          | Deltog senast     |
| ------------ | ----------------- |
| Filippinerna | Pasig 2019        |
| Indonesien   | Pasig 2019        |
| Malaysia     | Kuala Lumpur 2017 |
| Thailand     | Pasig 2019        |
| Vietnam      | Pasig 2019        |

## Turneringen

### Gruppfasen

#### Resultat
| 13 maj 2022 Dai Yen Arena, Quảng Ninh Speltid: ? - Åskådare: ? | Malaysia     | 0 - 3 | Filippinerna | 14-25, 20-25, 15-25        |
| 13 maj 2022 Dai Yen Arena, Quảng Ninh Speltid: ? - Åskådare: ? | Indonesien   | 1 - 3 | Vietnam      | 17-25, 18-25, 25-18, 20-25 |
| 14 maj 2022 Dai Yen Arena, Quảng Ninh Speltid: ? - Åskådare: ? | Thailand     | 3 - 0 | Filippinerna | 25-15, 25-13, 25-14        |
| 15 maj 2022 Dai Yen Arena, Quảng Ninh Speltid: ? - Åskådare: ? | Indonesien   | 3 - 0 | Malaysia     | 25-10, 25-13, 25-5         |
| 16 maj 2022 Dai Yen Arena, Quảng Ninh Speltid: ? - Åskådare: ? | Thailand     | 3 - 0 | Indonesien   | 25-15, 25-12, 25-14        |
| 16 maj 2022 Dai Yen Arena, Quảng Ninh Speltid: ? - Åskådare: ? | Vietnam      | 3 - 0 | Malaysia     | 25-12, 25-9, 25-10         |
| 17 maj 2022 Dai Yen Arena, Quảng Ninh Speltid: ? - Åskådare: ? | Filippinerna | 1 - 3 | Indonesien   | 23-25, 25-21, 15-25, 20-25 |
| 17 maj 2022 Dai Yen Arena, Quảng Ninh Speltid: ? - Åskådare: ? | Vietnam      | 1 - 3 | Thailand     | 18-25, 25-14, 17-25, 23-25 |
| 18 maj 2022 Dai Yen Arena, Quảng Ninh Speltid: ? - Åskådare: ? | Malaysia     | 0 - 3 | Thailand     | 11-25, 18-25, 12-25        |
| 19 maj 2022 Dai Yen Arena, Quảng Ninh Speltid: ? - Åskådare: ? | Filippinerna | 0 - 3 | Vietnam      | 23-25, 19-25, 17-25        |

#### Sluttabell
| Pos. | Lag          | Pt | M | V | P | VS | FS | Kvot   | VP  | FP  | Kvot  |
| ---- | ------------ | -- | - | - | - | -- | -- | ------ | --- | --- | ----- |
| 1.   | Thailand     | 12 | 4 | 4 | 0 | 12 | 1  | 12,000 | 314 | 166 | 1,891 |
| 2.   | Vietnam      | 9  | 4 | 3 | 1 | 10 | 4  | 2,500  | 326 | 259 | 1,258 |
| 3.   | Indonesien   | 6  | 4 | 2 | 2 | 7  | 7  | 1,000  | 287 | 279 | 1,028 |
| 4.   | Filippinerna | 3  | 4 | 1 | 3 | 4  | 9  | 0,444  | 259 | 295 | 0,877 |
| 5.   | Malaysia     | 0  | 4 | 0 | 4 | 0  | 12 | 0,000  | 149 | 300 | 0,496 |

      Kvalificerade för final
      Kvalificerade för match om tredjepris

### Final
| 22 maj 2022 Dai Yen Arena, Quảng Ninh Speltid: ? - Åskådare: ? | Thailand | 3 - 0 | Vietnam | 25-20, 25-14, 25-14 |

### Match om tredjepris
| 21 maj 2022 Dai Yen Arena, Quảng Ninh Speltid: ? - Åskådare: ? | Indonesien | 3 - 1 | Filippinerna | 25-21, 22-25, 25-19, 25-21 |

## Slutplaceringar
| Pos. | Lag          |
| ---- | ------------ |
|      | Thailand     |
|      | Vietnam      |
|      | Indonesien   |
| 4.   | Filippinerna |
| 5.   | Malaysia     |